# Hannibal (album)
Hannibal – drugi album polskiego rapera Abla. Wydawnictwo ukazało się 18 marca 2016 roku nakładem wytwórni muzycznej Wielkie Joł. Album został wyprodukowany w całości przez Brata Jordah. Materiał został udostępniony przedpremierowo w formie digital stream na kanale YouTube – Tedewizja. Gościnnie w nagraniach wzięli udział: Tede, Diox, Król Świata (Flaszki i Szlugi), Seta, Rosalie., R.A.U i Holak. 
Album zadebiutował na 7. miejscu polskiej listy przebojów – OLiS. Nagrania promowały teledyski do utworów "Agresja", "Kasa" i "Hey". Raper odbył ponadto ogólnopolską trasę koncertową Uliczny Stosunek Tour wraz z zespołem Małe Miasta. 

## Lista utworów
Opracowano na podstawie materiału źródłowego.
| Nr  | Tytuł utworu                                        | Autorzy                           | Produkcja                             | Długość |
| --- | --------------------------------------------------- | --------------------------------- | ------------------------------------- | ------- |
| 1.  | „Intro”                                             | Abel, Piotr Tamborski             | Brat Jordah                           | 2:53    |
| 2.  | „Korona”                                            | Abel                              | Brat Jordah                           | 3:58    |
| 3.  | „Hannibal Ante Portas (gośc. Brat Jordah)”          | Abel, Brat Jordah                 | Brat Jordah                           | 2:52    |
| 4.  | „X0 (gośc. Rosalie)”                                | Abel                              | Brat Jordah                           | 3:53    |
| 5.  | „Stick A”                                           | Abel, Brat Jordah                 | Brat Jordah                           | 3:31    |
| 6.  | „Agresja”                                           | Abel                              | Brat Jordah                           | 3:26    |
| 7.  | „Samo (gośc. Mateusz Holak, Seta)”                  | Abel                              | Brat Jordah                           | 5:26    |
| 8.  | „Kasa (gośc. Tede)”                                 | Abel, Tede, Jacek "Fałdi" Fałdyna | Brat Jordah, Piotr "Tambor" Tamborski | 4:07    |
| 9.  | „Hey”                                               | Abel, Brat Jordah                 | Brat Jordah                           | 4:22    |
| 10. | „Lascaux”                                           | Abel                              | Brat Jordah                           | 3:31    |
| 11. | „Tym Samym Językiem (gośc. Król Świata, RAU, Diox)” | Abel, Diox, Król Świata, RAU      | Brat Jordah                           | 5:22    |
| 12. | „Smutna Piosenka (gośc. Rosalie)”                   | Abel                              | Brat Jordah                           | 4:17    |
|     |                                                     |                                   |                                       | 47:38   |